# Таганка
Тага́нка — село в Україні, у Чкаловській селищній громаді Чугуївського району Харківської області. Населення становить 28 осіб. До 2016 орган місцевого самоврядування — Леб'язька сільська рада.

## Географія
Село Таганка знаходиться на лівому березі річки Сіверський Донець, вище за течією на відстані 1 км розташоване село Леб'яже. На відстані 1,5 км розташоване село Пушкарне.

## Історія
12 червня 2020 року, відповідно до Розпорядження Кабінету Міністрів України № 725-р «Про визначення адміністративних центрів та затвердження територій територіальних громад Харківської області», увійшло до складу Чкаловської селищної громади.
19 липня 2020 року, в результаті адміністративно-територіальної реформи та ліквідації Чугуївського району, село увійшло до складу новоствореного Чугуївського району Харківської області.

## Населення

### Мова
Розподіл населення за рідною мовою за даними перепису 2001 року:
| Мова            | Кількість | Відсоток |
| --------------- | --------- | -------- |
| українська      | 20        | 71.43%   |
| російська       | 7         | 25.00%   |
| інші/не вказали | 1         | 3.57%    |
| Усього          | 28        | 100%     |